# Подгоринский сельский совет
Подгоринский сельский совет (укр. Підгорянська сільська рада) — входит в состав
Кобелякского района
Полтавской области
Украины.
Административный центр сельского совета находится в
с. Подгора.

## Населённые пункты совета
- с. Подгора
- с. Чкалово